# Sbarramento Malles-Glorenza
Lo sbarramento Malles-Glorenza (in tedesco Sperre Mals-Glurns) è uno sbarramento che fa parte del XIII settore di copertura Venosta, nel Vallo alpino in Alto Adige. Lo sbarramento si trova presso i paesi di Malles e Glorenza, in Alta Val Venosta, vicino al confine con l'Austria.

## Storia

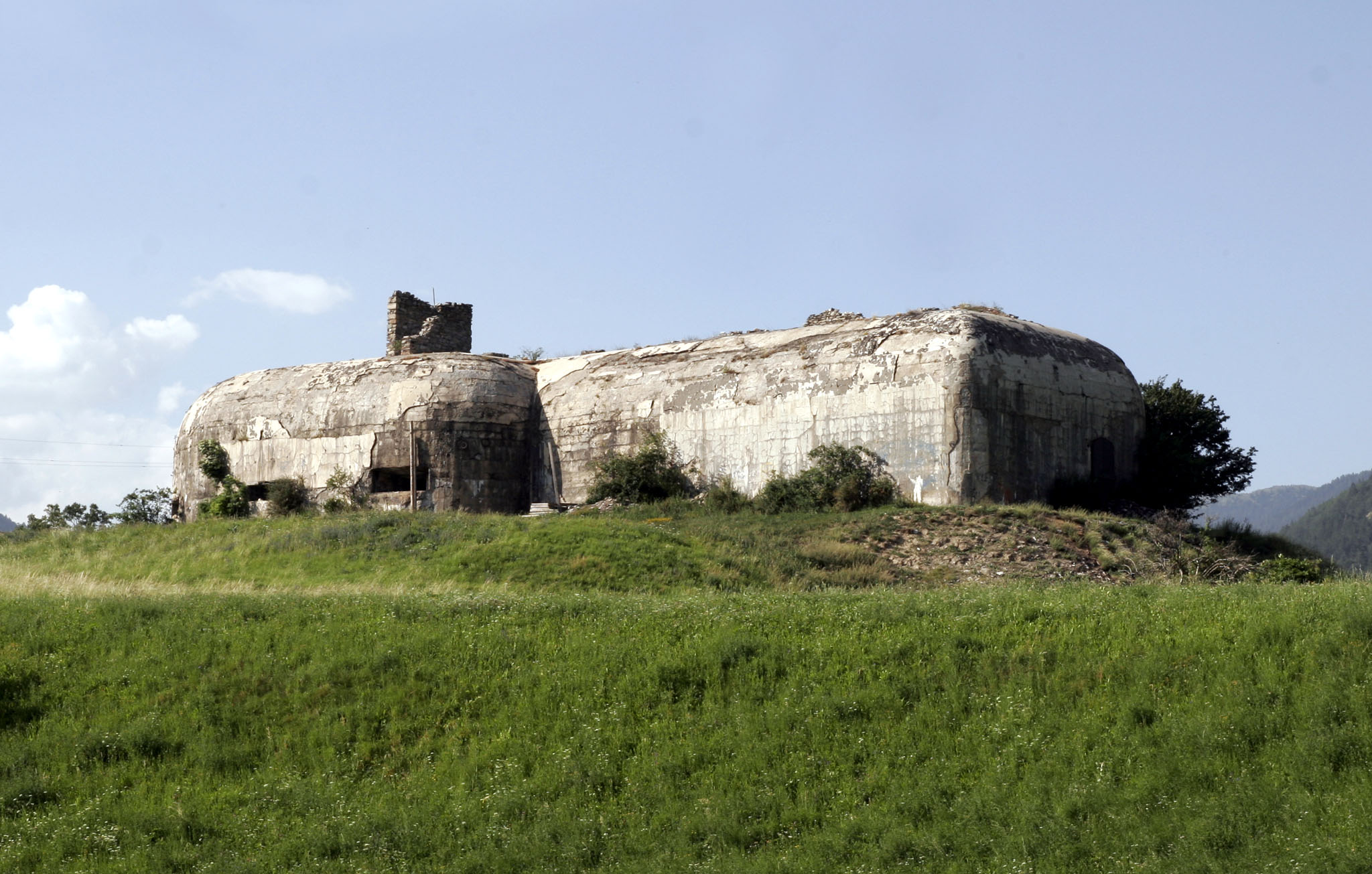
L'opera 13 dello sbarramento Malles-Glorenza

Questo sbarramento è stato ideato per impedire l'invasione del nemico dal passo Resia, ma anche dalla val Monastero (ted. Münstertal). Questo sbarramento apparteneva al "II sistema difensivo", ovvero era posto subito dopo lo sbarramento Passo Resia.
Questo sbarramento passava per: monte Cavallaccio (ted. Piz Chavalatsch), Blais d'Arunda (ted. Arundablais), Punta di Lun (ted. Spitzige Lun) e Pizzo Portles. La sua costruzione fu ideata nel 1939, e prevedeva la costruzione di ben 24 opere difensive, rispettanti la "circolare 7000" (ovvero resistenti ai medi calibri) per un totale di 55 mitragliatrici e 15 pezzi anticarro, oltre alla costruzione di un fossato anticarro posto alle pendici nord-est del Blais d'Arunda ed il paese di Malles.
Un nuovo progetto fu ideato nel marzo 1940, seguendo ora i dettami della "circolare 15000", ovvero che comprendesse solamente opere di medio-grandi dimensioni e resistenti ai grossi calibri. Questo nuovo progetto prevedeva due linee difensive:
1. formata da 3 sottogruppi di opere: disposte tra la riva destra dell'Adige, il paese di Malles e le pendici sud-ovest della punta di Lun;
2. formata da 5 sottogruppi di opere: disposte tra Laudes (ted. Laatsch), Glorenza (ted. Glurns) e Tarces (ted. Tartsch).

Con la fine del mese di marzo, il Comando di Corpo di Stato Maggiore (C.C.S.M.) studiò un'estensione dello sbarramento, ovvero:
- a sinistra: Masi di Clusio (ted. Polsterhof), Piano Plamadengo (ted. Terzenboden), Blais d'Arunda;
- a destra: Piano Malettes-Punta di Lun.

Con questa nuova estensione presso i lati dello sbarramento, esso poteva contare su 55 opere; solamente 14 opere (in calcestruzzo) furono completate e in parte anche allestite, mentre le altre 31, non videro mai l'inizio dei lavori, o furono solo iniziati gli scavi delle stesse.
Anche il fossato anticarro previsto tra le opere 3 e 9, lungo circa 1600 metri, previsto per sbarrare la valle fu realizzato solo in parte; anche le opere scavate in caverna, previste per artiglieria, delle quali 3 in installazione in casamatta su affusto a feritoia minima per cannoni da 75/27, non furono realizzate. Queste tre opere erano:
- Opera 10: batteria con azione sul fondo valle a nord del paese di Malles, che attraverso appositi tunnel, risultava collegata con le opere 9 e 11;
- Opera 17: batteria con direttrice il Piano Malettes, per impedire un possibile aggiramento a nord dello sbarramento;
- Opera 25: batteria con direttrice sulle pendici del monte Vatles, con lo scopo di impedire il passaggio dietro al centro abitato di Clusio.
- Opera 21: batteria su affusto a ruote con direttrice la zona del Ponte della Calva. Quest'opera, posizionata sul Col di Tarces, assieme ad altre 5 opere armate di 23 mitragliatrici, costituiva anch'esso un unico complesso armato. Nello specifico, qui era prevista la sede di comando dello sbarramento, con in forza 4 ufficiali e 45 soldati nel caposaldo, per un totale nel presidio di 5 ufficiali, 2 sottufficiali e 162 soldati. Al settembre 1942 l'opera risultava ultimata nello scavo (previsto di 45000m3) e nei rivestimenti; al momento della sospensione dei lavori in Alto Adige, solamente alcune aperture degli scavi vennero mascherate.

Data l'ampiezza del fondo valle, sbarrare questo era la priorità dei lavori. Ciò comportò una maggiore costruzione di opere edificate col calcestruzzo, nonostante questo fosse più dispendioso rispetto a quelle in caverna.
Le opere poste a capo gruppo erano le opere: 3, 5, 11, 12, 17, 20 e 23, mentre quella a capo dello sbarramento era l'opera 21.
Dopo la riattivazione in ambito NATO, allo sbarramento composto di 9 opere, è stato dato il nome in codice Marte.
L'opera 6 è stata demolita negli anni novanta. Pur trovandosi fuori dal centro paese di Malles, all'incrocio con la strada che porta al centro abitato di Clusio, l'opera è stata rasa al suolo per far posto a un piccolo parcheggio, ma non se ne comprende il motivo (visti gli ingenti costi di demolizione), se non pensando a un grande progetto per il futuro.

## Fossato anticarro
Era previsto un fossato anticarro che tagliava in diagonale la valle, con una lunghezza di 1600 metri. Il fossato era posizionato tra le opere 9 e 3. Partendo dall'opera 9, nei pressi del centro abitato di Schleis, il fossato sale in direzione nord est, sino all'opera 3, nei pressi di Malles.

## Tabella delle opere dello sbarramento
|          | Tipo           | Fuc. MTR | MTR | Cann A.C.      | Cannoni 75/27 | Osserv. | Mortai |
| -------- | -------------- | -------- | --- | -------------- | ------------- | ------- | ------ |
| Opera 1  | Grande RCC/CLS | -        | 8   | -              | -             | -       | -      |
| Opera 2  | Media RCC/CLS  | -        | 4   | -              | -             | -       | -      |
| Opera 3  | Grande RCC/CLS | -        | 2   | 2 (Mod. 65/17) | -             | -       | -      |
| Opera 4  | Media CLS      | -        | 3   | 1              | -             | -       | -      |
| Opera 5  | Media CLS      | -        | 4   | -              | -             | -       | -      |
| Opera 6  | Media CLS      | -        | 4   | -              | -             | -       | -      |
| Opera 7  | Media CLS      | -        | 4   | -              | -             | -       | -      |
| Opera 8  | Grande CLS     | 1        | 3   | 1              | -             | 1/t     | -      |
| Opera 9  | Media CAV      | -        | 2   | 2              | -             | -       | -      |
| Opera 10 | Grande CAV     | -        | -   | -              | 4             | 1/c     | -      |
| Opera 11 | Media CAV      | -        | 4   | -              | -             | -       | -      |
| Opera 12 | Grande CAV     | -        | 5   | -              | -             | 1/t     | -      |
| Opera 13 | Grande CLS     | -        | 5   | -              | -             | -       | -      |
| Opera 14 | Media CLS      | -        | 4   | -              | -             | -       | -      |
| Opera 15 | Media CLS      | 1        | 4   | -              | -             | -       | -      |
| Opera 16 | Grande CLS     | -        | 4   | 1              | -             | -       | -      |
| Opera 17 | Grande CAV     | -        | -   | -              | 4             | 1/c     | 4      |
| Opera 18 | Media CLS      | -        | 4   | -              | -             | -       | -      |
| Opera 19 | Media CLS      | -        | 4   | -              | -             | -       | -      |
| Opera 20 | Grande CLS     | -        | 5   | -              | -             | 1/t     | -      |
| Opera 21 | Grande RCC/CLS | -        | 23  | -              | 4             | 1/c     | 1      |
| Opera 22 | Media CLS      | -        | 4   | -              | -             | -       | -      |
| Opera 23 | Media CLS      | -        | 2   | -              | -             | -       | -      |
| Opera 24 | Media CLS      | -        | 4   | -              | -             | -       | -      |
| Opera 25 | Grande CAV     | -        | 1   | -              | 4             | 1       | 4      |
| Totale   | 25             | 2        | 107 | 5+2            | 16            | 7       | 9      |

Le opere 10, 17, 21, 25, erano provviste di 1 proiettore. Mentre le opere 1 e 4 avevano un lanciafiamme. A comando dello sbarramento era posta l'opera 21.

## Descrizione delle opere dello sbarramento

### Opera 4

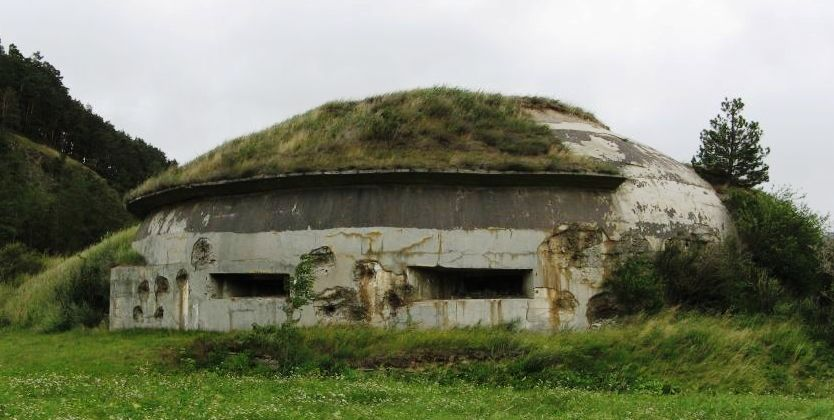
Vista delle feritoie danneggiate dell'opera 4

- Come raggiungere l'opera:

Uscendo dal paese di Malles, in direzione passo Resia, si può rientrare in paese dalla via dottor Heinrich Flora; a sinistra si può ben vedere l'opera 4.
- Caratteristiche:

Opera di medie dimensioni, tipo 15000 in calcestruzzo. Come testimoniano i segni delle cannonate sulla parte frontale l'opera venne usata come bersaglio probabilmente dai nazisti con dei Pak 37.
- Nome in codice (in ambito NATO): -
- Armamento previsto:

tre mitragliatrici, un cannone anticarro e un lanciafiamme.
- Ingressi:

- Dati relativi a marzo 2007.
- Coordinate geografiche: 46°41′47.7″N 10°32′27.56″E

### Opera 7
- Come raggiungere l'opera:

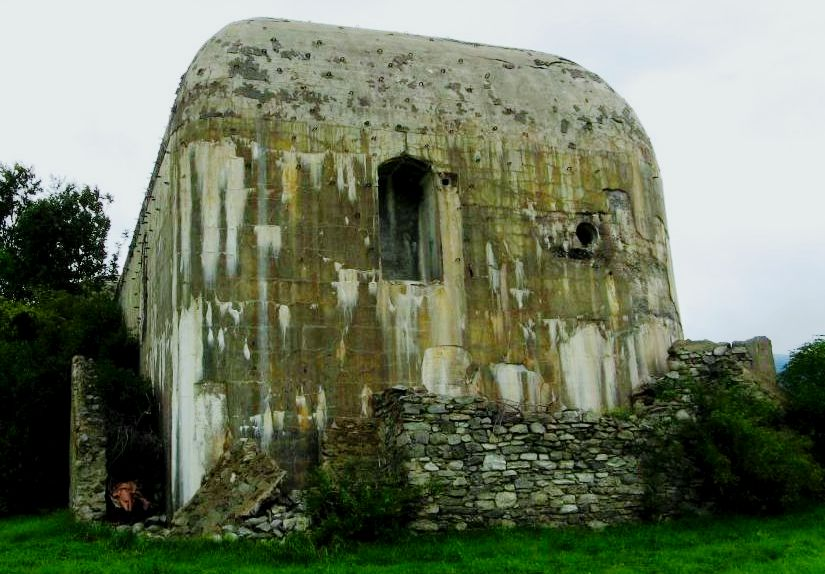
Vista posteriore dell'opera 7; ben visibile il vecchio muretto di mimetizzazione

L'opera è ben distinguibile se si prende la strada che da Malles conduce verso Clusio. L'opera si trova a sinistra della strada, in mezzo ai campi.
- Caratteristiche:

Opera di medie dimensioni, tipo 15000 in calcestruzzo. Come testimoniano i segni sulle pareti esterne dell'opera, anche questa, come l'opera 4, è stata utilizzata come "tiro bersaglio", probabilmente dagli americani (vista la presenza di incamiciature in rame, all'epoca molto costoso), per verificare l'efficacia di vari tipi di munizionamento perforante.
Lungo le pareti esterne, oltre ai resti degli spari (solamente di piccolo calibro) che si sono effettuati lungo l'opera, sono ben visibili alcuni resti del mimetismo dell'opera: alcuni "gancetti" metallici che fuoriescono dal calcestruzzo. Oltre a questi gancetti ben si nota nella parte posteriore dell'opera la vecchia presenza di un muretto in pietra, che aveva il compito di mimetizzare la forma e il colore indistinguibili di un bunker. Lungo un lato perimetrale l'opera presenta un grosso foro. Quest'opera è una delle poche dove si trova una scala alla marinara di collegamento fra i piani.
L'opera era armata da 4 mitragliatrici, e quindi era dotata di 4 casematte, di cui una era già stata murata tempo addietro e successivamente riaperta. Le rimanenti 3 casematte per mitragliatrici sono due con piastra di protezione piana e una con piastra a minimo spessore frontale.
All'interno invece i muri sono stati imbrattati da giovani vandali con delle bombolette spray.
- Nome in codice (in ambito NATO): "Ceglie"
- Armamento previsto:

4 mitragliatrici.
- Ingressi:

L'opera ha 2 ingressi
- Dati relativi a marzo 2007.
- Coordinate geografiche: 46°41′24.94″N 10°31′58.17″E

### Opera 21
- Come raggiungere l'opera:

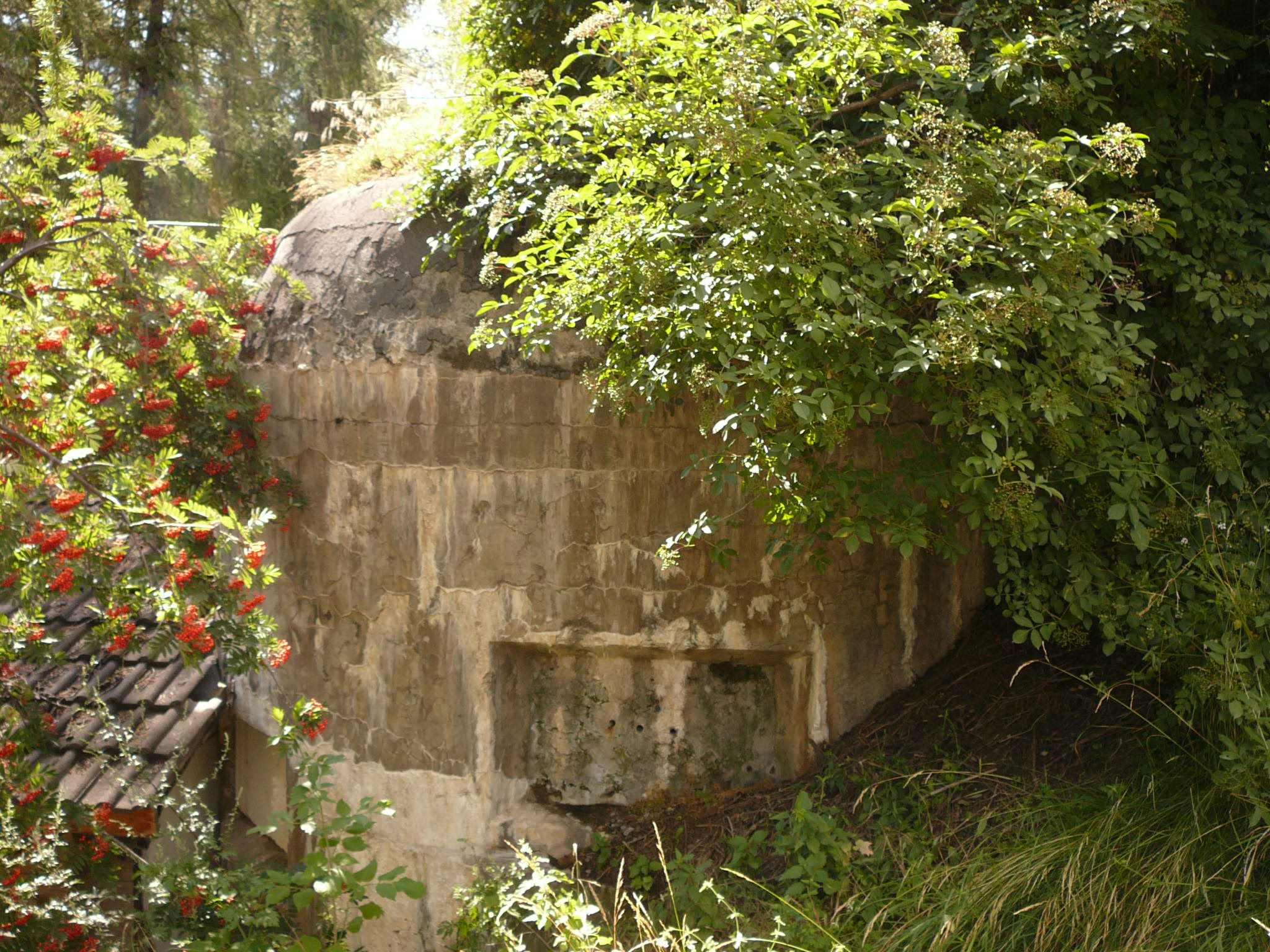
Uno dei malloppi parzialmente riadattatto dell'opera 21, nei pressi del palazzetto del ghiaccio di Tarces

L'opera si trova sotto il Colle di Tarces (Tartscher Bühel), un grande colle che si trova in mezzo alla vallata, sopra cui si trova la chiesa di Tarces.
- Caratteristiche:

L'opera di dimensioni grandi (con 4 caverne ricoveri), in roccia e calcestruzzo, non è stata ultimata, e quindi vi si possono trovare solamente delle gallerie, e le relative uscite (a volte murate), dove erano previsti i malloppi; parte dell'ingresso è spesso allagato e comunque molto fangoso. I materiali di scavo, ai tempi della realizzazione, erano stati ammassati nella parte a valle del colle, dietro al cimitero. L'opera, data la sua posizione, era anche dotata di un proiettore; l'opera era a capo dello sbarramento.
Per la mimetizzazione delle prese d'aria erano state camuffate come irrigatori per l'acqua.
- Nome in codice (in ambito NATO): "Signo"
- Armamento previsto:

23 mitragliatrici, 4 cannoni 75/27, 1 postazione per mortai
- Ingressi:

L'opera ha diversi ingressi
- Dati relativi a marzo 2007.
- Coordinate geografiche: 46°40′43.61″N 10°33′32.75″E

### Opera 22
- Come raggiungere l'opera:

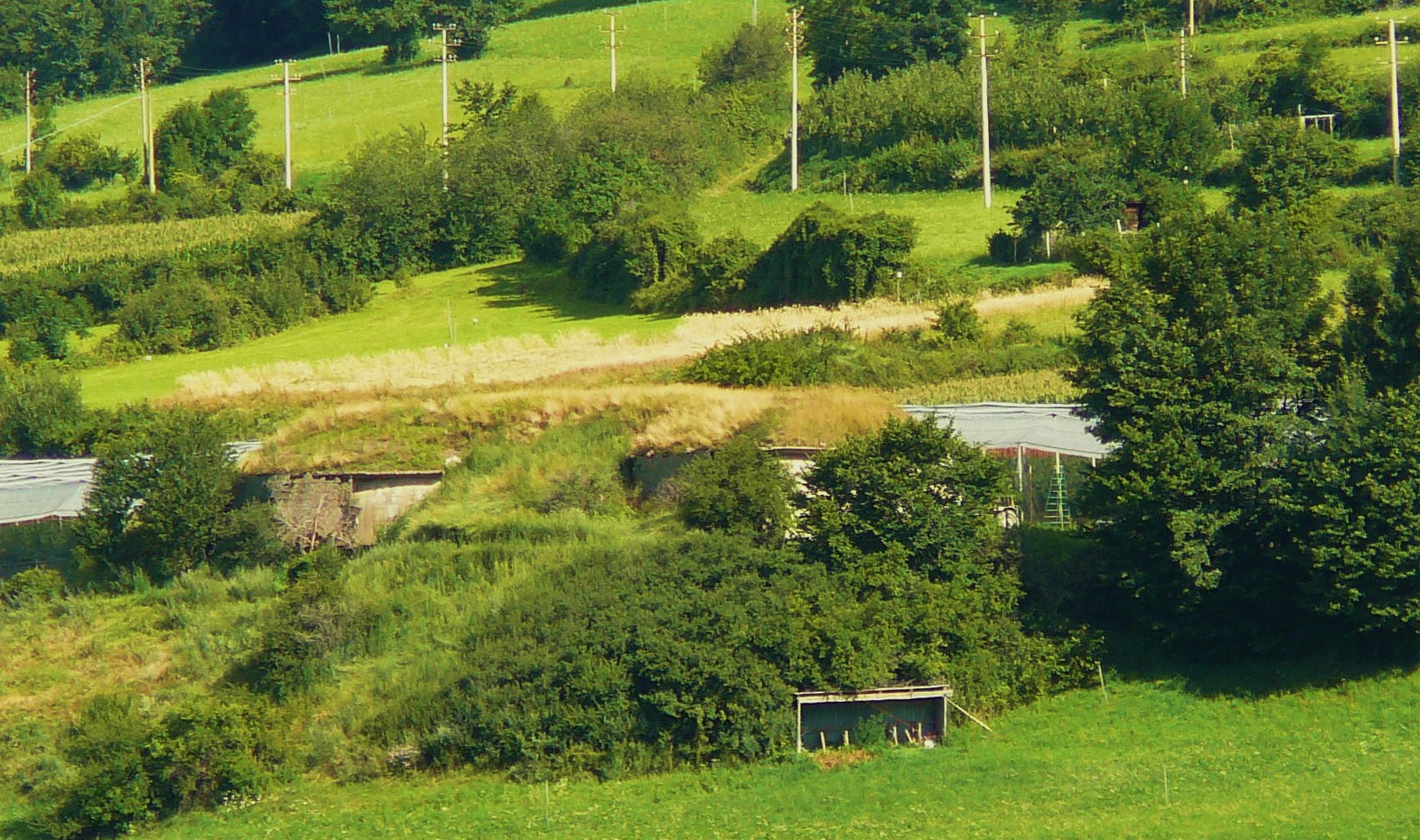
L'opera 22

L'opera si trova nei pressi dell'abitato di Tarces, a nord-est della strada statale. Facilmente individuabile in quanto si trova poco distante dall'opera 23 che è ben visibile anche dalla strada grazie alla sua imponenza.
- Caratteristiche:

Opera di medie dimensioni, tipo 15000 in calcestruzzo.
- Nome in codice (in ambito NATO): "Bastia"
- Armamento previsto:

4 mitragliatrici
- Ingressi:

- Dati relativi a marzo 2007.
- Coordinate geografiche: 46°41′10.22″N 10°33′26.44″E

### Opera 23
- Come raggiungere l'opera:

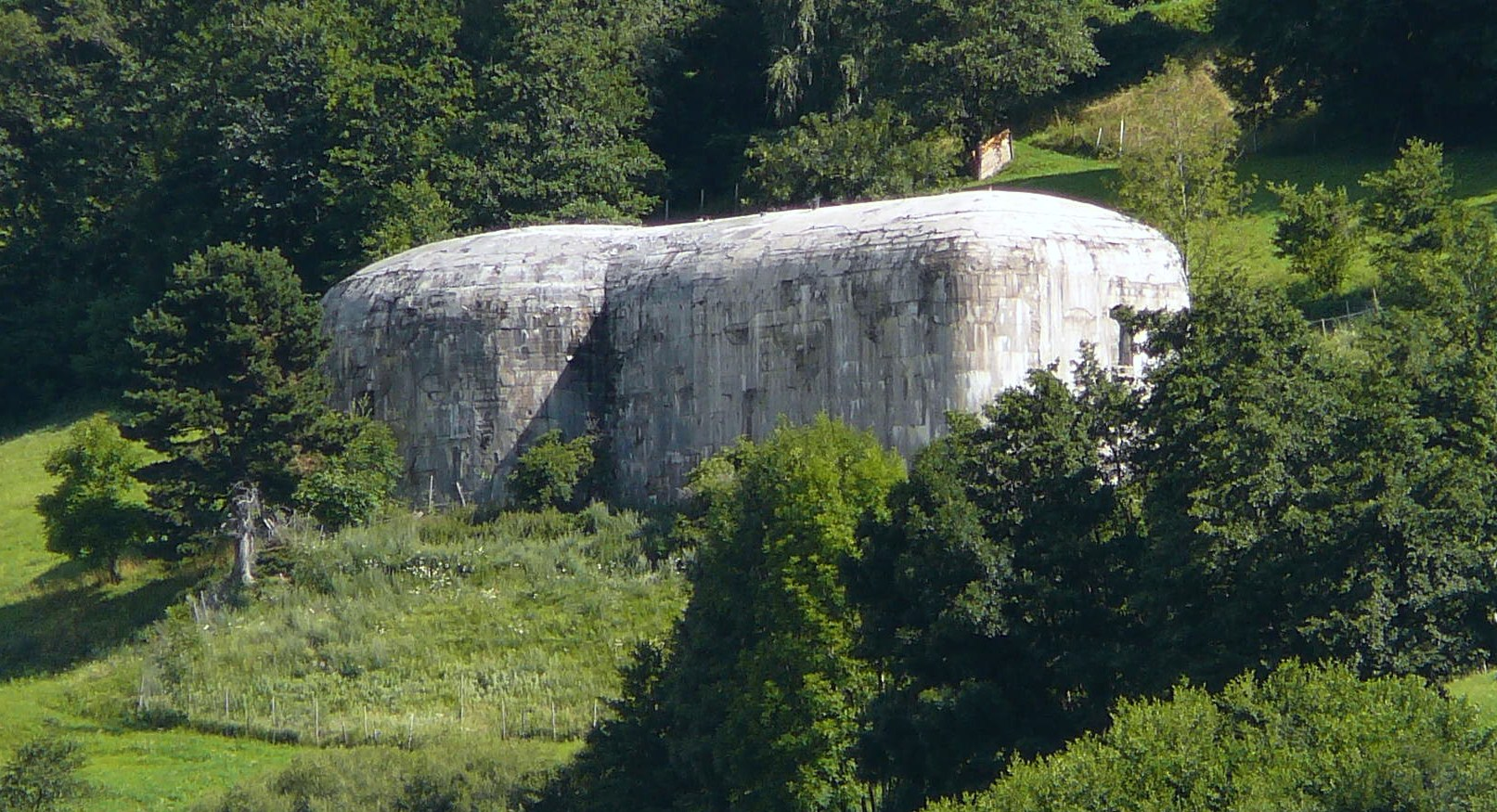
Vista dell'opera 23

L'opera si trova sopra al centro abitato di Tarces, a nord-est della strada statale. Facilmente individuabile già dalla strada statale grazie alla sua imponenza.
- Caratteristiche:

Opera di medie dimensioni, tipo 15000 in calcestruzzo.
A fine estate 2011 ha ospitato una mostra fotografica intitolata "My Vinschgau", ideata dall'associazione culturale M10 (Malles 2010) assieme all'artista Othmar Prenner. La mostra espone alcuni edifici venostani in 70 immagini.
- Nome in codice (in ambito NATO): "Susa"
- Armamento previsto:

2 mitragliatrici
- Ingressi:

L'opera ha almeno un ingresso
L'opera è di proprietà privata, appartenente al signor Bernhard Josef von Spinn.
- Dati relativi a marzo 2007.
- Coordinate geografiche: 46°41′12.75″N 10°33′37.64″E